# Кристен Калихан
Кристен Калихан (на английски: Kristen Callihan) е американска писателка на произведения в жанра историческо фентъзи, научна фантастика, паранормален и еротичен любовен роман.

## Биография и творчество
Кристен Калихан е родена в САЩ.
Първият ѝ роман „Огнена светлина“ от паранормалната любовна поредица „Тъмният Лондон“ е издаден през 2012 г. Той получава Печат за отлични постижения на списание „Романтик Таймс“, номиниран е за наградата „РИТА“ и е обявен за най-добра романтична книга на годината от „Либрари Джърнъл“.
През 2016 г. е издаден първият му роман „Идол“ от поредицата „ВИП“. Поредицата включва различни истории, в които главната героиня е привлечена и много влюбена в представител от музикалната индустрия.
Авторката трикратно е номинирана за наградата „РИТА“ и я печели през 2015 г. за паранормалния любовен роман „Завинаги“ от поредицата „Тъмният Лондон“. Носител е и на две награди „Изборът на рецензента на „Романтик Таймс“, както и получава много положителни рецензии от списанията „Пъблишър Уикли“ и „Либрари Джърнъл“.
Кристен Калихан живее със семейството си в района на Вашингтон.

## Произведения

### Самостоятелни романи
- Outmatched (2019) – със Саманта Йънг[1][2][4]
Превъзходство, изд. „Orange Books“ (2022), прев. Снежана Ташева, ISBN 9786191711291
- Dear Enemy (2020)
- Make It Sweet (2021)

### Поредица „Тъмният Лондон“ (Darkest London)
1. Firelight (2012)[1][2]
2. Moonglow (2012)
3. Winterblaze (2013)
4. Shadowdance (2013)
5. Evernight (2014) – награда „РИТА“ за паранормален любовен роман
6. Soulbound (2015)
7. Forevermore (2016)

### Поредица „В играта“ (Game On)
1. The Hook Up (2014)[1][2]
2. The Friend Zone (2015)
3. The Game Plan (2015)
4. The Hot Shot (2017)

### Поредица „ВИП“ (VIP)
1. Idol (2016)[1][2]
Идол, изд.: ИК „ЕРА“, София (2022), прев. Емилия Карастойчева
2. Managed (2016)
Мениджърът, изд.: ИК „ЕРА“, София (2022), прев. Красимира Абаджиева
3. Fall (2018)
Изкушението, изд.: ИК „ЕРА“, София (2022), прев. Красимира Абаджиева
4. Exposed (2021)
Разобличен, изд.: ИК „ЕРА“, София (2023), прев. Красимира Абаджиева